# Hathorsäule

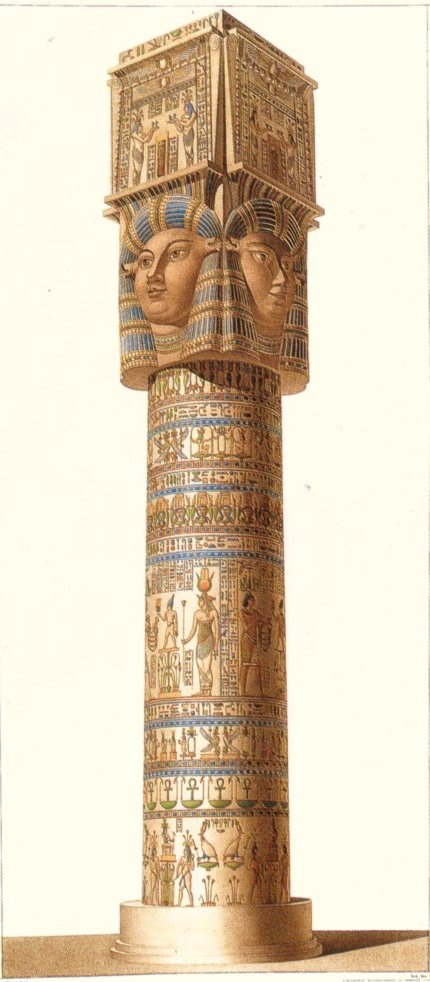
Hathorsäule, in Description de l’Égypte (1817)

Die Hathorsäule (auch Hathorpfeiler oder Sistrumsäule) ist ein altägyptischer Säulentyp. Sie besteht aus einem runden Schaft oder einem Pfeiler und einem zweistöckigen Kapitell. Die untere Hälfte des Kapitells ist zwei- oder vierseitig und zeigt auf jeder Seite ein Gesicht der kuhohrigen Göttin Hathor. Das Oberteil hat die Form eines Sistrums, das als ein typisches Musikinstrument der Göttin gilt.
Die Hathorsäule hat sich aus dem Fetisch weiblicher ägyptischer Gottheiten entwickelt und ist in Ägypten seit dem Mittleren Reich weit verbreitet. Früheste Beispiele finden sich im Tempel der Bastet in Bubastis (12. Dynastie). Hathorpfeiler kommen am häufigsten in Tempeln weiblicher Gottheiten (Hathor, Isis oder Königin) vor, beispielsweise in Serabit el-Chadim oder im Totentempel der Hatschepsut in Deir el-Bahari, ab der Spätzeit vor allem in Geburtshäusern (Mammisi). Eine Blüte erreicht die Hathorsäule in griechisch-römischer Zeit und kommt in vielen Tempeln dieser Zeit reich dekoriert vor. Im Tempel von Dendera erreicht sie Höhen bis zu 14 m. Im Opet-Tempel von Karnak und im Nektanebos-Kiosk von Philae tritt sie auch in Kombination mit Kompositkapitellen auf.